# Vrijheidsmedaille van Koning Christiaan X van Denemarken
De Vrijheidsmedaille van Koning Christiaan X van Denemarken, ook wel de "Pro Dania-Medaille" genoemd, is een Deense onderscheiding.
De medaille werd op 5 mei 1946 door Koning Christiaan X van Denemarken ingesteld en ongeveer 3100 maal toegekend aan personen die tijdens de Duitse bezetting bijzondere diensten aan Denemarken hadden verleend.
Op de voorzijde van de ronde zilveren medaille is de kop van de koning afgebeeld met het rondschrift "Christianus X Rex Daniae". Het stempel is gepolijst waardoor de medaille een zeer verzorgde indruk maakt. Op de keerzijde staat binnen de gebruikelijke eikenkrans de tekst "Pro Dania 1940-45". Als verhoging en verbinding tussen medaille en lint is een fijn gedetailleerde zilveren Deense koningskroon aangebracht. De ronde zilveren medaille wordt op de linkerborst gedragen aan een tot een vijfhoek gevouwen rood-wit-rood gestreept zijden lint. Op de linkerborst kan een baton worden gedragen
Het lint is rood-wit-rood.
Medailles van Verdienste ·
Medaille voor Langdurige Dienst ·
Medaille "Ingenio et Arti" ·
Medaille voor Nobele Daden ·
Ereteken van het Deense Rode Kruis ·
Medaille van Verdienste voor de Groenlandse Onafhankelijkheid ·
Herinneringsmedaille aan de 70e Verjaardag van Hare Majesteit Koningin Margrethe
Herinneringsmedaille aan de 75e Verjaardag van Prins Henrik

Zie ook: Historische Orden van Denemarken · Onderscheidingen in Denemarken